# كلية دارتموث
كلية دارتموث (الإنكليزية: Dartmouth College) هي كلية خاصة في رابطة اللبلاب تقع في بلدة هانوفر،نيو هامبشر.تقدم دارتموث البكالوريوس في الفنون الحرة، الماجستير في عمل، ودرجات في الطب والهندسة، و19 برامج متقدمة في الفنون والعلوم. بسبب تاريخها، استمرت دارتموث في استخدام الاسم «كلية» لأنها تخصص تركيزها على دراسة البكالوريوس واستقلال المؤسسة. يحضرون 4,147 طالب بكالوريوس في دارتموث: لذلك دارتموث لديها أصغر عدد طلاب في رابطة اللبلاب.
أسس الوزير المسيحي إعليازير ويلوك والكلية عام 13 ديسمبر 1769 مع مال مرفوع للجعل هنود في نيو إنغلاند مسيحيين. اليوم دارتموث يشتهر بمكانتها العلمية: المجلة «يو.إس نيوز اند ورلد ريبورت» (اولايات المتحدة أخبار وقصة العالم) قدر دارتموث عام 2008 الحادية عشرة من أفضل الجامعات في أمريكا. خريجوا دارتموث عُرفوا لحبهم الشديد للكلية، وما زال عندهم دور كبير في حكم الكلية.

## التاريخ

### التأسيس
قبل الإنشاء داراتموث، أسس إعليازير ويلوك مدرسة زكاة لهنود في بلدة لبنان، كونيتيكت عام 1755. ويلوك اهتم جدا بالإنشاء خامعة، ولكن اكتشف صعوبات في الحصول على فلوس أو ميثاق لمشروعه. أخيرا استقبال ويلوك مأيد وال ملكي نيو هامبشر، الذي منح دارتموث كلية ميثاق ملكي عام 1769. دارتموث كانت التاسعة والأخيرة الجامعة الأمريكية التي استقبالت ميثاق من ملكإنجلترا. كثيرة الفلوس مستخدم أن يقيموا دارتكوث رفعهم الهندي واعظ سامسون عكوم، الذي كان من طلبة اولة إعليازير ويلوك، وسافر إلى إنجلترا وأسكتلندا للمال الضروري. الكلية سمت شرف الايرل من دارتموث، اسمه ويليام ليج، الذي منح وال للكلية وكان صديق من وال نيو هامبشر. خرجت دارتموث طلاب الأوائل عام 1771.

### كلية دارتموث ضد ودورد
عام 1816، ولاية نيو هامبشر حاولت أن تفسخ ميثاق دارتموث وتجعلها جامعة عامة، اسمها «جامعة دارتموث.» حكام دارتموث كافحوا للحفظ دارتموث مؤسسة خاصة، القيام جدالهم على الفكرة أن الولاية سمحت بالتغيير الميثاق بين الملك والكلية. القضية القانونية ذهبت إلى المحكمة العليا الأمريكية. في قرار مهم يدخل التاريخ، المحكمة العليا أيدت الكلية، وقالت إن عقد مثل ميثاق دارتموث غير منتهك. هذا القرار أصبح مهم جدا في قوانين امريكييين. أصبح أيضا مهم في تقليد دارتموث: بسبب هذا، دارتموث تحفظ اسم «كلية،» والمشهور الخريج دانيل ويبستر، الذي أسبح فيما بعد سناتور أمريكي ومهم شخض في تاريخ الأمريكية، ناقش القضية باسم الكلية، ومشهورا قال: «هي مجرد الكلية صغيرة، ولكن هناك هؤلاء الذين يحبوها!»

### قائمة الرؤساء لدارتموث
- إعليازير ويلوك (1769-1779)
- جون ويلوك (1779-1815)
- فرانسيس برون (1815-1820)
- دانيل دانا (1820-1821)
- بينيت تيلير (1820-1828)
- ناثان لورد (1828-1863)
- آسا ضوج سميث (1863-1877)

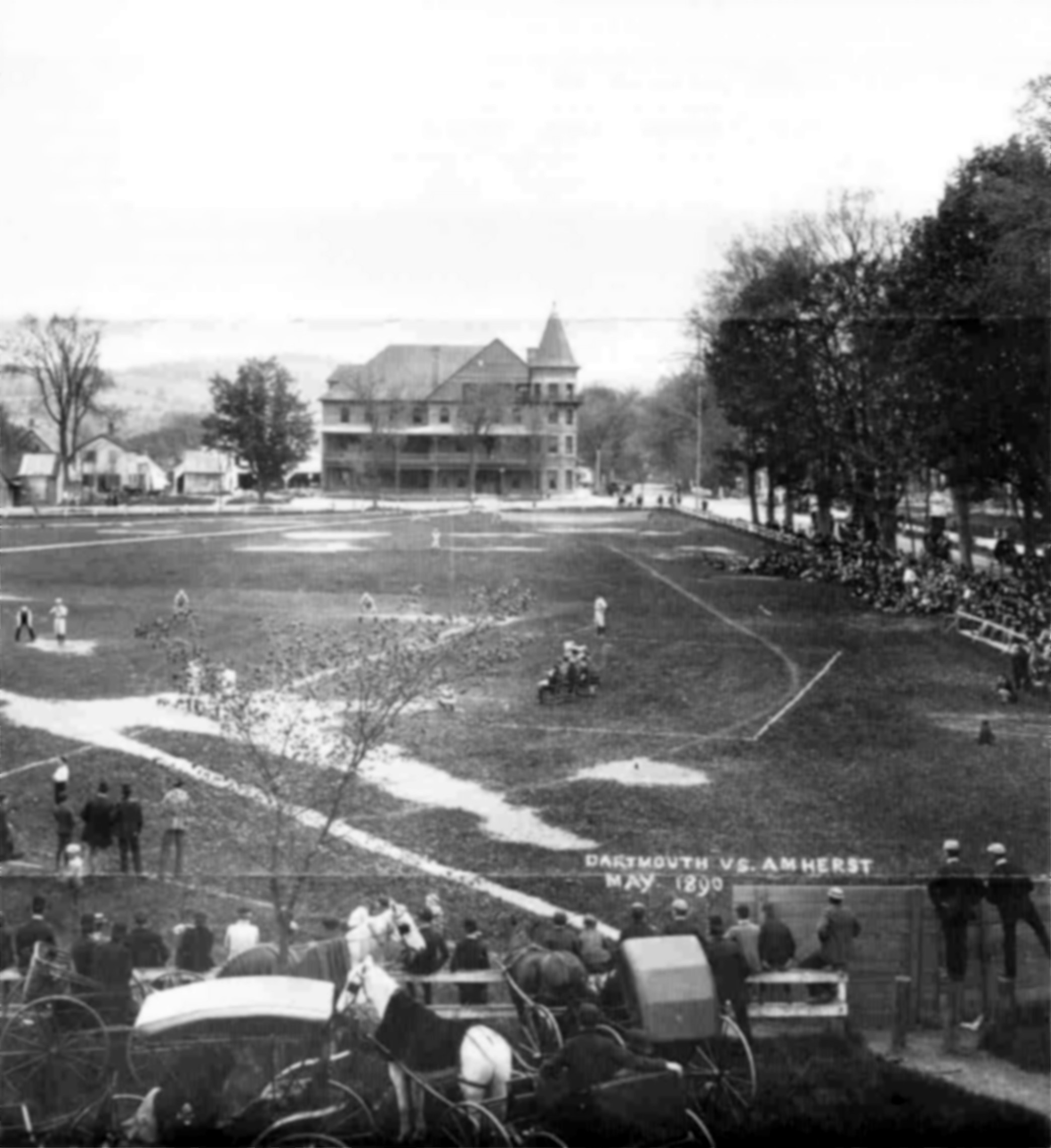
لعبة البيسبول على حديقة عامة دارتموث، اسمها «الأخضر» (1890)

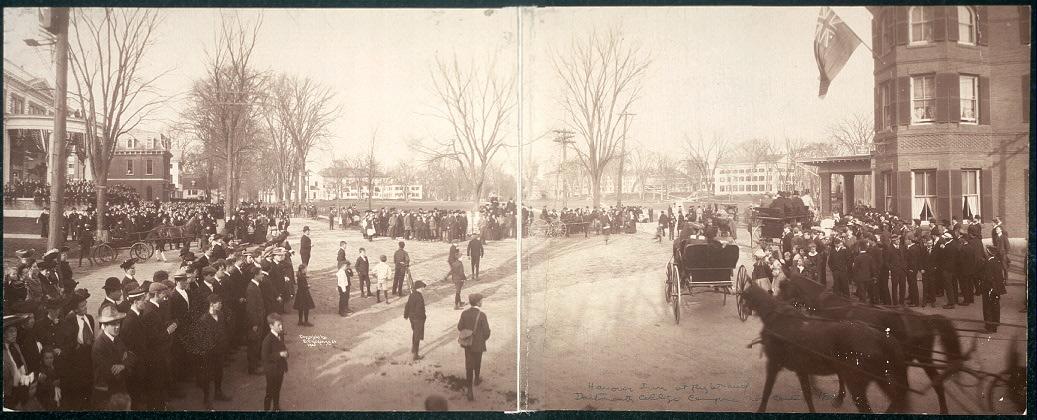
الشارع الرئيسي في هانوفر، النظر شمال إلى "الأخضر" (1904)

- ساميول كالكورد بارتليت (1877-1892)
- ويليام جيويت تاكير (1892-1909)
- عرنيست فوكس نيكولس (1909-1916)
- عرنيست مارتين حوبكينس (1916-1945)
- جون سلؤن دإكي (1945-1970)
- جون جورج كيمني (1970-1981)
- دافيد توماس مكغلوفلن (1981-1987)
- جيمز أليفر فريدمان (1987-1998)
- جيمز عدوارد وريت (1998-2009)
- جيم يونج كيم (2009-)

## الحرم الجامعي والحياة الطلابية
كلية دارتموث تجلس على فدان ريفية 243 تفريبا في بلدة هانوفر، نيو هامبشر، قريبة جدا إلى نهر كونيتيكت. الكلية تملك أيضا أكثر من فدان 40,000 خارج هانوفر وفي قفر نيو هامبشر، التي تستخدم للسفر التخييم في بادئ الأمر للسنة. بنايات الدراسة والإدارة تركز على منطقة اسمها «الأخضر.» الأخضر هو أيضا تقايديا مركز الحياة الطالبية: كل الخريف طلاب يبنيون موقد في وسط الأخضر للحتفال بعودة الخريجين، وفي الشتاء طلاب ينتجون منحوتات ضخمة من ثلج.

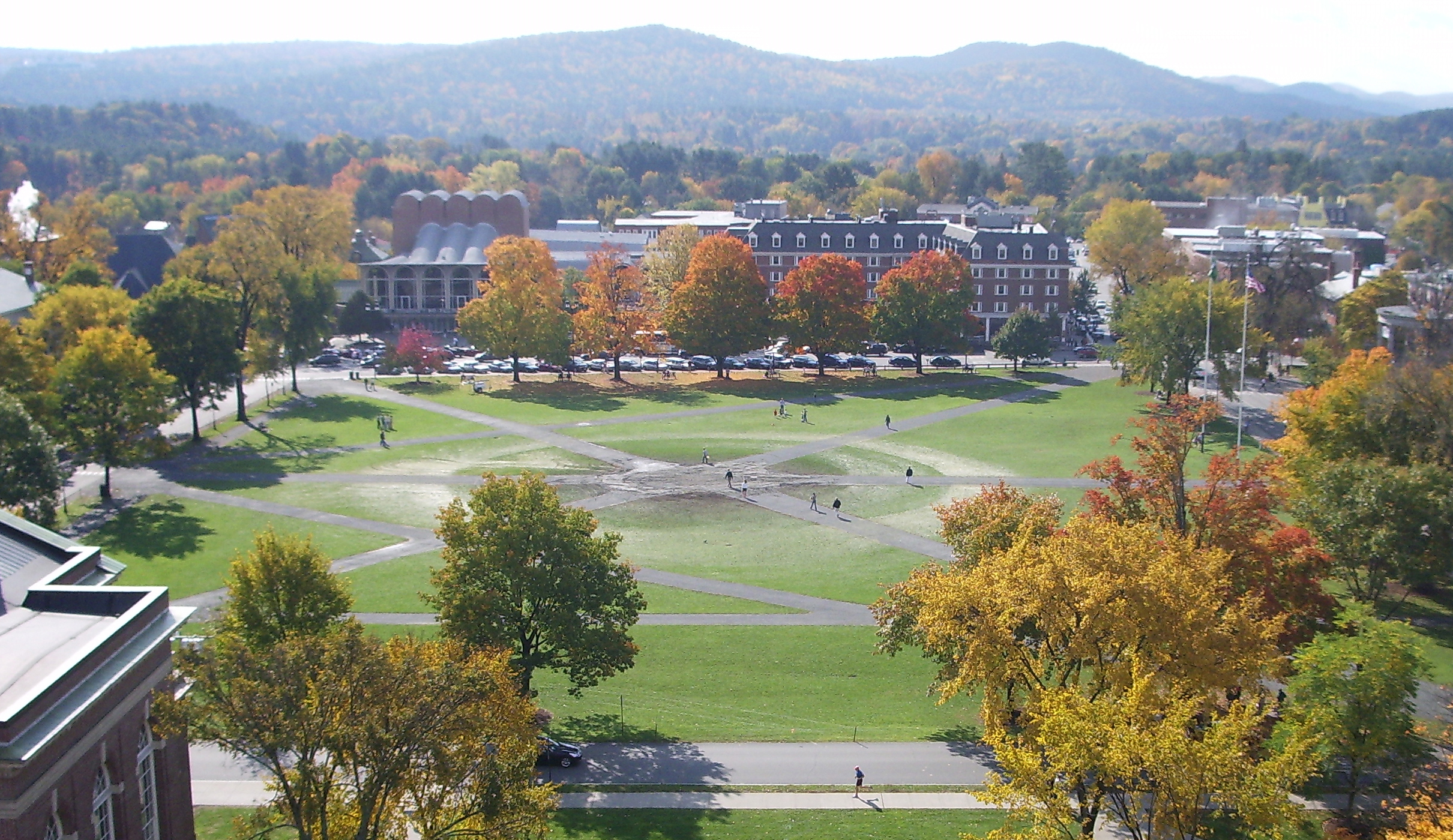
النظر من برج الباكير إلى الجنوب

## الأبرز الخريجين
دارتموث خرجت الكثير من الأشخاص المهمين على اختلاف مجالات العمل:

### الحكومة والسياسية
- دانيل ويبستر - سناتور من ماساتشوستس

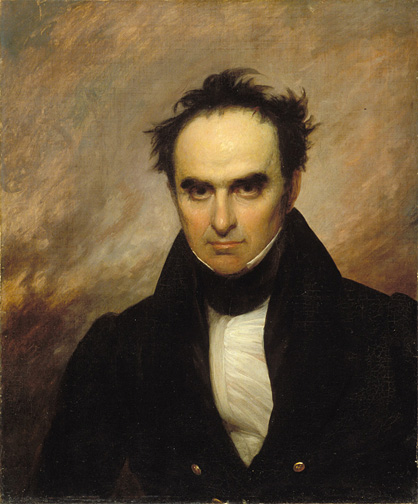
سناتور دانيل ويبستير

- نيلسون روكيفيلير- حاكم من نيو يورك ونائب الرئيس لالولايات المتحدة الأمريكية
- حينري (حانك) بولسون - وزير التمويل لرائيس جورج دبليو بوش
- تيموثي غايتنر - وزير التمويل لرائيس باراك أوباما
- روبيرت ريخ - وزير العملة لرائيس بيل كلينتون
- كيرستين جيليبراند - سناتور من نيو يورك
- سالمون شيس - حكم المحكمة العليا الأوريكية
- ليفي ودبوري - حكم المحكمة العليا الأوريكية
- أموس أكيرمان - النائب العام لرائيس يوليسيس جرانت

### الكتاب والصحيفيون

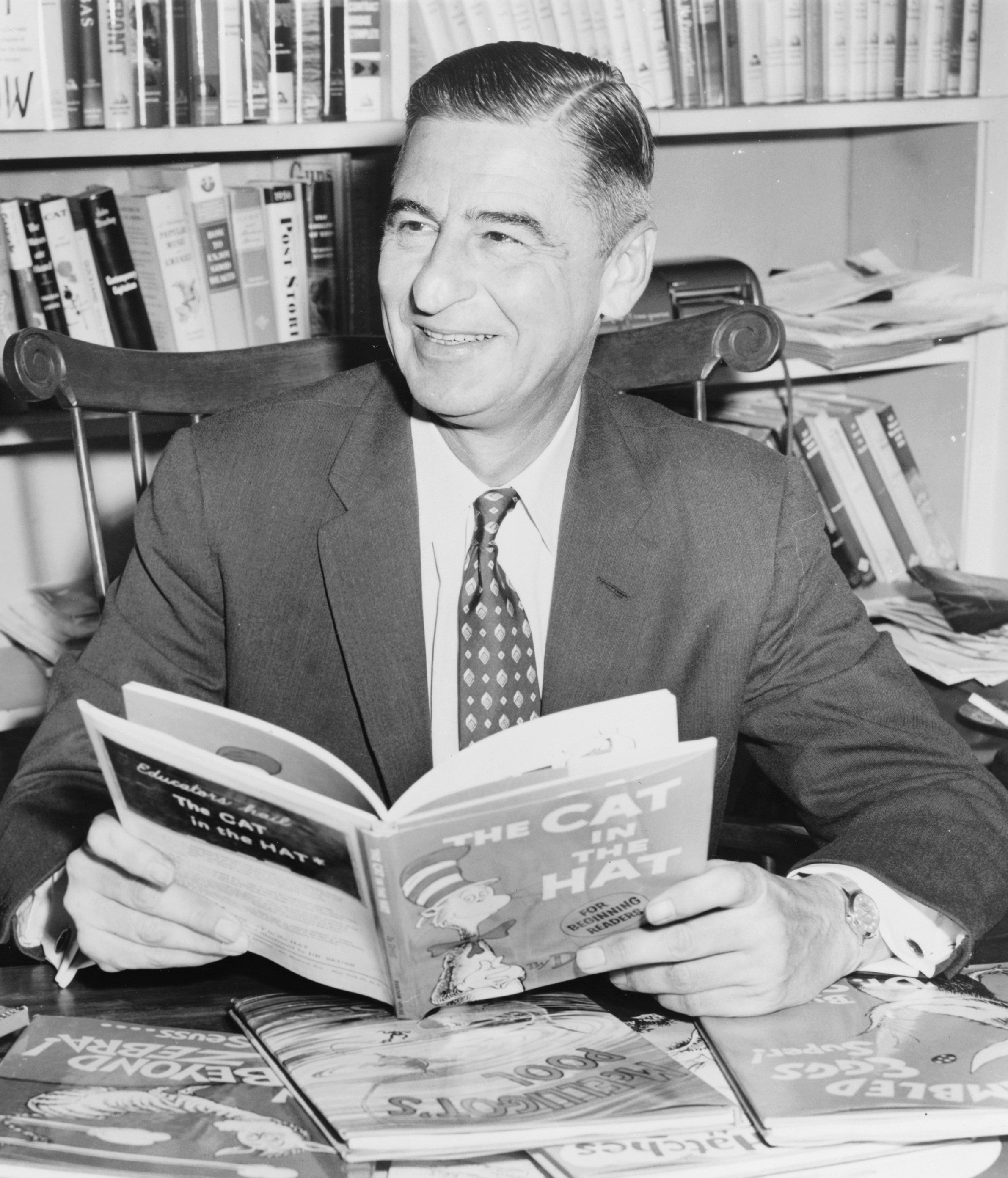
دكتور سوس، كاتب «القض في القبعة»

- روبيرت فروست - شاعر ومستفيد الجائزة بوليتزر
- ريشارد عبيرهارت - شاعر ومستفيد الجائزة بوليتزر
- باول جيجو - محرر لوال ستريت جورنال ومستفيد الجائزة بوليتزر
- جيك حوكير - صحيفي لنيو يورك تايمز ومستفيد الجائزة بوليتزر
- نيجيل جاقيس - صجيفي ومستفيد الجائزة بوليتزر
- مارتين جي شيروين - مؤرخ ومستفيد الجائزة بوليتزر
- دافيد شيبلير - كاتب ومستفيد الجائزة بوليتزر
- توماس أم بورتون - صحيفي لالنيو يورك تايمز ومستفيد الجائزة بوليتزر
- دينيش ديزوسا - كاتب سياسي
- لورة إنجراحم - كاتبة سياسية وشخصة الراديو
- تيودور سوس جيزل «دكتور سوس» - كاتب لأطفال

### العمل
- لوي جيرستنير - رائيس آي‌بي‌إم
- جيفري إميلت - رائيس جنرال إلكتريك

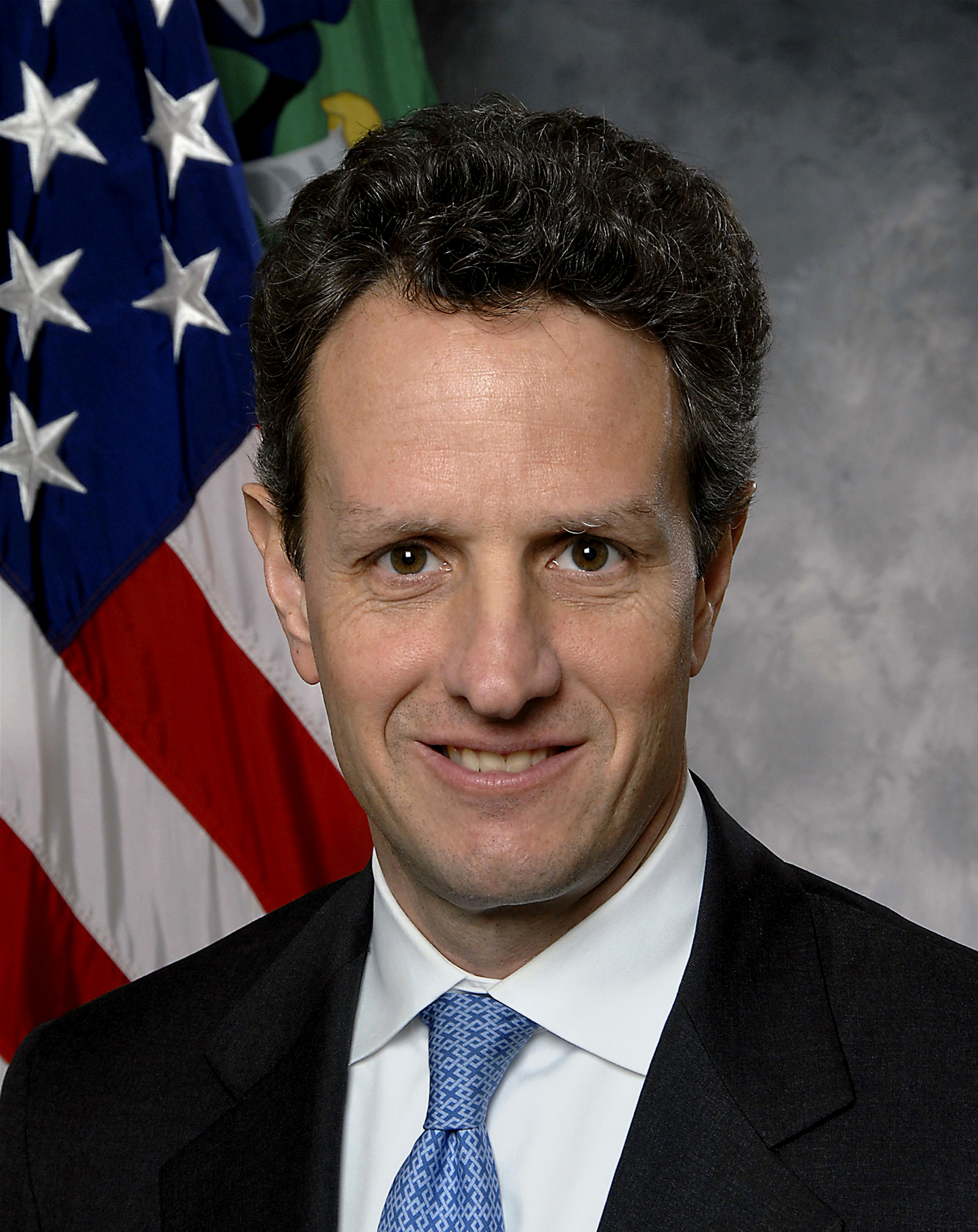
تيموثي غايتنر، وزير التمويل

- غرانت تينكر - رائيس هيئة الإذاعة الوطنية
- جون دوناهو - رائيس إيباي
- حينري (حانك) بولسون - رائيس غولدمان ساخس بنك

### العلماء
- أوين شيمبرليند - مستقيد الجائزة نوبل لفيزياء
- كاي بيري شاربليس - مستقيد الجائزة نوبل لكيمياء
- جورج دافس سنيل - مستقيد الجائزة نوبل الطب
- روبين ميلان عالمة في الفيزياء التجريبية